# 1937 ve filmu

## Československo
- 27. srpna – premiéra filmu Děvčata, nedejte se!, režisérů Huga Haase a Jana Alfréda Holmana
- 4. listopadu – premiéra filmu Panenství režiséra Otakara Vávry podle románu Marie Majerové
- 5. listopadu – premiéra filmu Filosofská historie začínajícího režiséra Otakara Vávry podle novely Aloise Jiráska
- 3. prosince – premiéra filmu Hlídač č. 47 natočeného podle psychologického románu Josefa Kopty

## Svět
- 7. června – při natáčení filmu Saratoga zemřela na selhání ledvin Jean Harlowová, bylo jí 26 let
- 21. prosince – první celovečerní animovaný film Sněhurka a sedm trpaslíků měl premiéru v USA